# Улица прве гранате
„Улица прве гранате” (енгл. The Street of the First Shell) је приповетка коју је Роберт В. Чејмберс објавио у збирци Краљ у жутом 1895. године. Догађаји у причи су смештени током Опсаде Париза 1870. године.

## Радња
Уметник Џек Трент живи са својим псом Херкулом и манекенком Силвијом. Трентов познаник, Хартман, ухапшен је као немачки шпијун, иако је амерички држављанин. Прича се завршава тако што Немци гранатирају Латинску четврт; Трент жури назад кући да види да ли је Силвија добро и види дете како пише „Овде је пала прва граната”, указујући на наслов приче.